# (57) Mnemosyne
(57) Mnemosyne is een planetoïde in de planetoïdengordel die in 5,61 jaar om de zon draait. De planetoïde is in 1857 ontdekt door Robert Luther. De planetoïde heeft een absolute magnitude van 6,99 en een albedo van 0,215.